# Dan Ketchum
	Daniel (Dan) Ketchum (Cincinnati, 7 oktober 1981) is een Amerikaans zwemmer. 

## Biografie
Ketchum won tijdens de Olympische Zomerspelen 2004 de gouden medaille op de 4x200m vrije slag. Ketchum zwom enkel in de series.

## Internationale toernooien
| Jaar | Olympische Spelen                                  | P-AS            | WK kortebaan      |
| ---- | -------------------------------------------------- | --------------- | ----------------- |
| 2003 |                                                    | 200m vrije slag |                   |
| 2004 | 4x200m vrije slag · Goldblatt zwom enkel de series |                 | 4x200m vrije slag |